# Wesoły Uhoł
Wesoły Uhoł (biał. Вясёлы Вугал, Wiasioły Wuhał; ros. Весёлый Угол, Wiesiołyj Ugoł) – wieś na Białorusi, w obwodzie mińskim, w rejonie dzierżyńskim, w sielsowiecie Stańków.
W pobliżu znajduje się była baza wojskowa obrony przeciwlotniczej Wiasioły Wuhał.

## Historia
W XIX i w początkach XX w. położony był w Rosji, w guberni mińskiej, w powiecie mińskim, w gminie Kojdanów.
Po I wojnie światowej pod administracją polską, w Zarządzie Cywilnym Ziem Wschodnich, w okręgu mińskim, w powiecie mińskim, w gminie Kojdanów.
W wyniku postanowień traktatu ryskiego znalazł się w granicach Związku Sowieckiego. W latach 1932–1937 w Polskim Rejonie Narodowym im. Feliksa Dzierżyńskiego. Od 1991 w niepodległej Białorusi.